# Варнава (Солому)
Епи́скоп Варна́ва (греч. Επίσκοπος Βαρνάβας, в миру Гео́ргиос Солому́, греч. Γεώργιος Σολωμού; 8 июля 1931, Левкара — 19 ноября 2020) — епископ Кипрской православной церкви на покое, хорепископ Саламинский.

## Биография
В июне 1951 году успешно окончил Панкипрскую гимназию, после чего поступил на богословский факультет Афинского университета, который окончил в ноябре 1957 года. В период учёбы и после окончания университета был катехизатором в различных приходах города Афины и других городах.
С 1960 по 1962 год служил в Пафской митрополии. С 1965 года служил в Кипрской Архиепископии. Был-проповедником-мирянином в братствах «Ζωή» и «Σωτήρας» в Драме и на Кипре.
26 ноября 1969 года Архиепископ Макарий III рукоположил его в сан диакона, а 4 ноября 1970 года в сан пресвитера с возведением в архимандрита.
1 августа 1973 года был избран хорепископом Саламинским, викарием архиепископа Новой Юстинианы и всего Кипра. 12 августа того же года состоялась его епископская хиротония.
С 12 по 20 октября 1987 года представлял Кипрскую церковь на VII Пленарном заседании Смешанной богословской комиссии по православно-старокатолическому диалогу, приходившем в греческом городе Кавал.
23-28 сентября 1990 года в Православный центр Константинопольского Патриархата в Шамбези представлял Кипрскую православную церковь на Смешанной комиссии по богословскому диалогу между Православной Церковью и Ориентальными Православными Церквями.
24 октября 2003 года от имени Архиепископа Кипрского Хризостома I по причине его болезни подписал письмо с осуждением идеи учреждения на Украине униатского патриархата.
В 2004 году призвал киприотов отвергнуть план Аннана.
В мае 2007 года была создана Константийская и Аммохостская митрополия. По видимому именно тогда ушёл на покой епископ Варанава, так как Константия - это одно из названий Саламина.
Скончался 19 ноября 2020 года после продолжительной болезни.